# Забияка, Валентина Николаевна
Валентина Николаевна Забияка (род. 23 мая 1977 года, Карагандинская область, Казахстан) — российская спортсменка, бодибилдер, писательница, тренер, ведущая.

## Биография
Валентина Забияка родилась 23 мая 1977 года в Караганде, в 9 лет переезжает с родителями в Конотоп, где начинает заниматься лёгкой атлетикой. Через десять лет Валентина получает звание Мастера Спорта. Началом спортивной карьеры в бодибилдинге можно считать 1996 год, в котором Валентина переезжает в Москву, где и начинаются её профессиональные тренировки. Через несколько лет она получает звание мастера спорта по бодибилдингу, а позже становится мастером спорта по бодифитнесу.
- 2003 год — участие в проекте «Фактор Страха» на телеканале НТВ.
- 2004 год — титул абсолютной чемпионки Москвы по бодибилдингу.
- 2005 и 2006 года — занимает первые места на турнире России по бодифитнесу в категории до 158 сантиметров.
- 2005 года — лицо американской компании спортивного питания Proline MSN, принимает участие в передаче «Рублёвка Лайф» на канале НТВ.
- 2006 году Валентина Забияка — лицо обложки журнала «Качай мускулы». Снимается в рекламе «Mitsubishi» и «Спорт Мастер».
- 2007 года — лицо эстонского спортивного напитка под названием «Фаст бернер».
- В 2008 год — первое место в чемпионате Европы по бодифитнесу.

С 2009 года — занимает должность директора Московского фитнес-клуба «МД-фит».
Пишет статьи для «VOGUE», «GQ», «BBF», «Качай мускулы». Ведущая передачи Фитнес-Молодость.

### Спортивные достижения
- Абсолютная чемпионка Москвы по бодибилдингу 2004 года
- Чемпионка России 2005, 2006 годов по бодифитнесу в категории до 158см
- Чемпионка Европы по бодифитнесу 2008 года
- Кандидат в мастера спорта по лёгкой атлетике
- Мастер спорта по бодибилдингу
- Мастер спорта международного класса по бодифитнесу

С 2008 года Валентина подготавливает российских и зарубежных спортсменов, пишет статьи на тему бодибилдинга и сыроедения.